# Tiborszállás
Tiborszállás község Szabolcs-Szatmár-Bereg vármegyében, a Mátészalkai járásban.

## Fekvése
A vármegye kelet-délkeleti csücskében helyezkedik el, a Kraszna folyó partján, közvetlenül az Ecsedi-láp egykori területe mellett; határszéle délkelet felől egybeesik a magyar-román államhatárral. A környék fontosabb települései közül Fábiánháza 9,5, Nagyecsed 12, Mérk 9, Vállaj pedig 10 kilométer távolságra található.
A közvetlen szomszédos települések a határ magyar oldalán: észak felől Nagyecsed, északkelet felől Tyukod, dél felől Mérk, északnyugat felől pedig Fábiánháza. A határ túloldalán a legközelebbi település Börvely (Berveni), míg a legközelebbi nagyobb település, a romániai Nagykároly (Carei).

### Megközelítése
Határszélét északon érinti a Győrtelek-Nagyecsed-Fábiánháza közti 4922-es út, de központja vonatkozásában zsáktelepülésnek tekinthető, mivel kiépített közúton csak egy útvonalon érhető el: Mérknél letérve a 4918-as útról, a 49 138-as számú mellékúton.
A hazai vasútvonalak közül a települést a Mátészalka–Nagykároly-vasútvonal érinti, melynek egy megállási pontja van itt. Tiborszállás megállóhely a belterület nyugati szélén található, közúti elérését a 49 334-es számú mellékút teszi lehetővé.

## Története
A falu nevét a gróf Károlyi család egyik tagjáról, Károlyi Tiborról kapta.
A három tanya a gróf Károlyiak birtokának a része volt. Tiborszállás az 1800-as évek végén keletkezett, amikor gróf Károlyi Tibor és családja erre a vidékre költözött. Tibor gróf leányát a lány unokatestvére, Károlyi Gyula vette el. Jelentős fejlődés az ő idejében következett be. A gróf, aki 1931. augusztus 31. és 1932. szeptember 21. között miniszterelnök is volt, itteni birtokán mintagazdaságot létesített: a Vadaskert, központjában a kastéllyal az erdő- és vadgazdálkodás területe volt, Halmos-tanyán és a hozzátartozó földeken földműveléssel és állattartással foglalkoztak. Tiborszálláson is a földművelés volt a fő foglalkozási ág.
A mai Tiborszállást három tanyai településből, a korábban Mérkhez tartozó Tiborszállásból, Vadaskertből és Halmos-tanyából szervezték önálló községgé 1955-ben.

### Szentmárton
A település határában van az elpusztult Szentmárton falu helye.
Neve az ismert források közül 1217-ben tűnik fel először, amikor a sárvári monostor idevaló jobbágya, Gende (Gende de v. Senmartin) egy evidéki, cégényi embert vádolt meg.
A falu a Gutkeled nemzetség ősi birtokai közül való.
Sárvármonostora XII. századi alapítói kegyúri adományként egyházukhoz csatolták. 1217-ben már falunak nevezték. Sorsa a monostorral közös volt, annak pusztulása után a falu is pusztulni kezdett. 1427-ben még lakták, de három elhagyott kőegyház mutatta a lakosság nagymérvű csökkenését.
A szatmári térség történetét behatóan kutató Maksai Ferenc szerint a falu Mérk és Fábiánháza között feküdt, állítólag a láp nyelte el, s a Szentmárton erdőben, kis szigeten találták meg romjait. Ez a terület ma Tiborszálláshoz tartozik.
A falu nem rendelkezik történelmileg elismert nevezetességgel.

## Közélete

### Polgármesterei
- 1990–1994: Sándor Csaba (független)[3]
- 1994–1998: Sándor Csaba (független)[4]
- 1998–2002: Csaholczi Gusztáv (független)[5]
- 2002–2006: Csaholczi Gusztáv (független)[6]
- 2006–2010: Csaholczi Gusztáv (független)[7]
- 2010–2014: Csaholczi Gusztáv (független)[8]
- 2014–2019: Tulbura Gábor (független)[9]
- 2019–2024: Tulbura Gábor (független)[10]
- 2024– : Erdei József (független)[1]

## Népesség
A település népességének változása:
| Lakosok száma | 1019 | 1023 | 1023 | 909  | 892  | 890  | 872  |
|               | 2013 | 2014 | 2015 | 2021 | 2022 | 2023 | 2024 |

2001-ben a község lakosságának közel 100%-a magyar nemzetiségűnek vallotta magát.
A 2011-es népszámlálás során a lakosok 94,6%-a magyarnak, 0,8% cigánynak, 0,3% németnek, 0,5% románnak mondta magát (5,4% nem nyilatkozott; a kettős identitások miatt a végösszeg nagyobb lehet 100%-nál). A vallási megoszlás a következő volt: római katolikus 19,9%, református 36,9%, görögkatolikus 28,3%, felekezeten kívüli 3,4% (11,3% nem válaszolt).
2022-ben a lakosság 91,6%-a vallotta magát magyarnak, 0,9% cigánynak, 0,8% románnak, 0,2% németnek, 0,1% szlováknak, 0,1% görögnek, 0,8% egyéb, nem hazai nemzetiségűnek (8,4% nem nyilatkozott; a kettős identitások miatt a végösszeg nagyobb lehet 100%-nál). Vallásuk szerint 15% volt római katolikus, 29,3% református, 15,5% görög katolikus, 0,3% egyéb keresztény, 0,1% evangélikus, 6,2% felekezeten kívüli (32,8% nem válaszolt).

## Nevezetességei
Görögkatolikus templom
1987-ben épült, a fábiánházi görögkatolikus egyházközség itteni filiájának templomaként, ikonosztázionját Puskás László festette.